# Grewia similiopsis
Grewia similiopsis là một loài thực vật có hoa trong họ Cẩm quỳ. Loài này được C.Whitehouse mô tả khoa học đầu tiên năm 2001.